# 제스트 (음식)

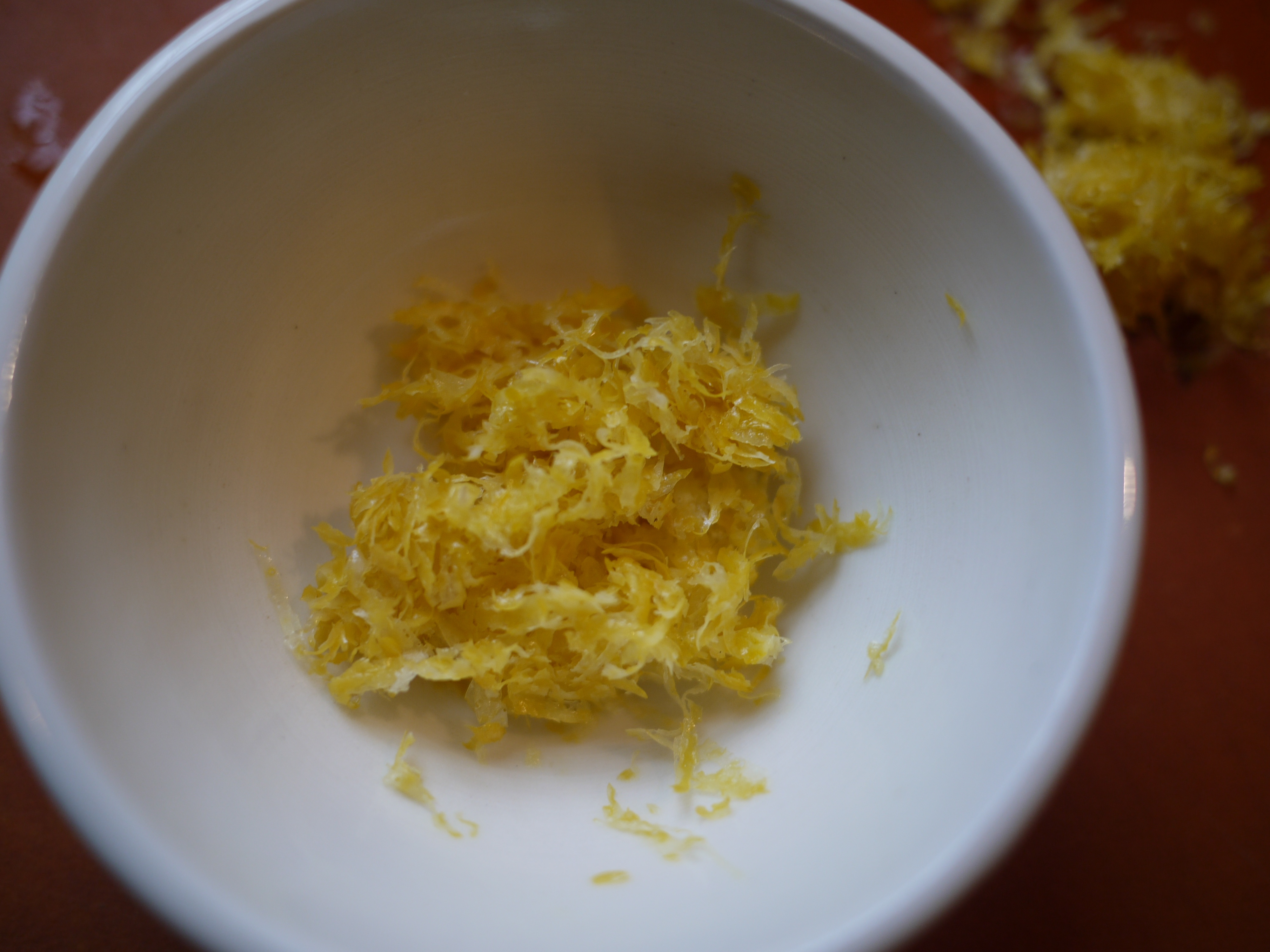
레몬 제스트

제스트(영어: zest)는 귤열매의 겉껍질을 일컫는 말이다. 껍질 겉부분을 강판이나 제스트기(zest+器, 영어: zester 제스터[*])로 갈아 벗기거나, 칼로 얇게 저며서 사용한다.

## 사진 갤러리

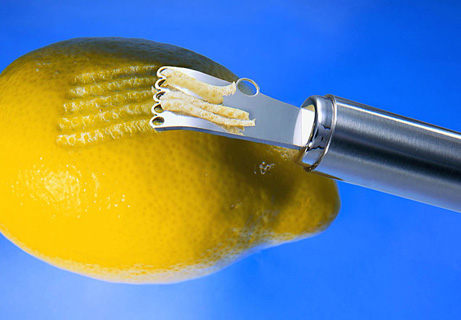
레몬 제스트
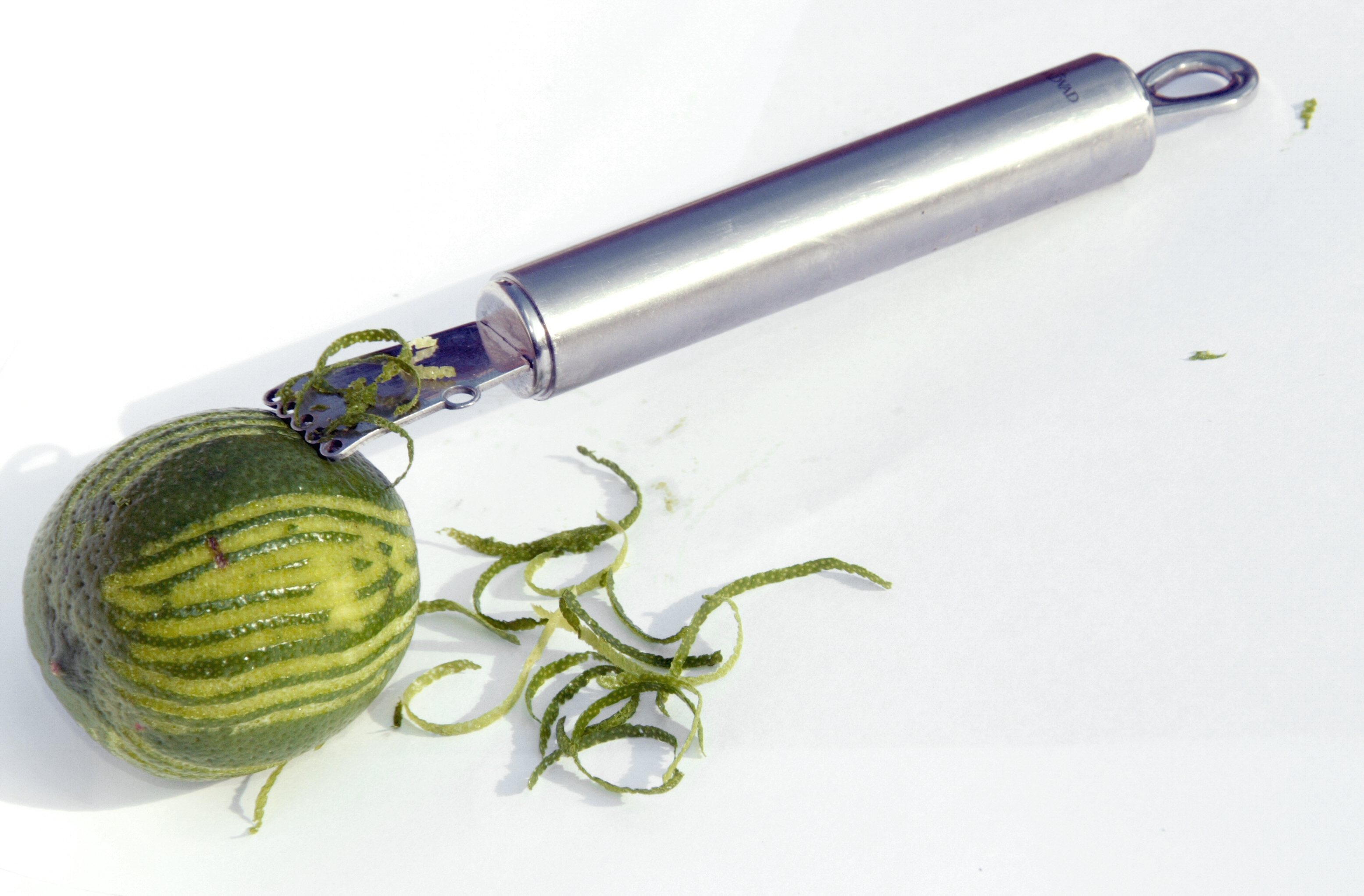
라임 제스트
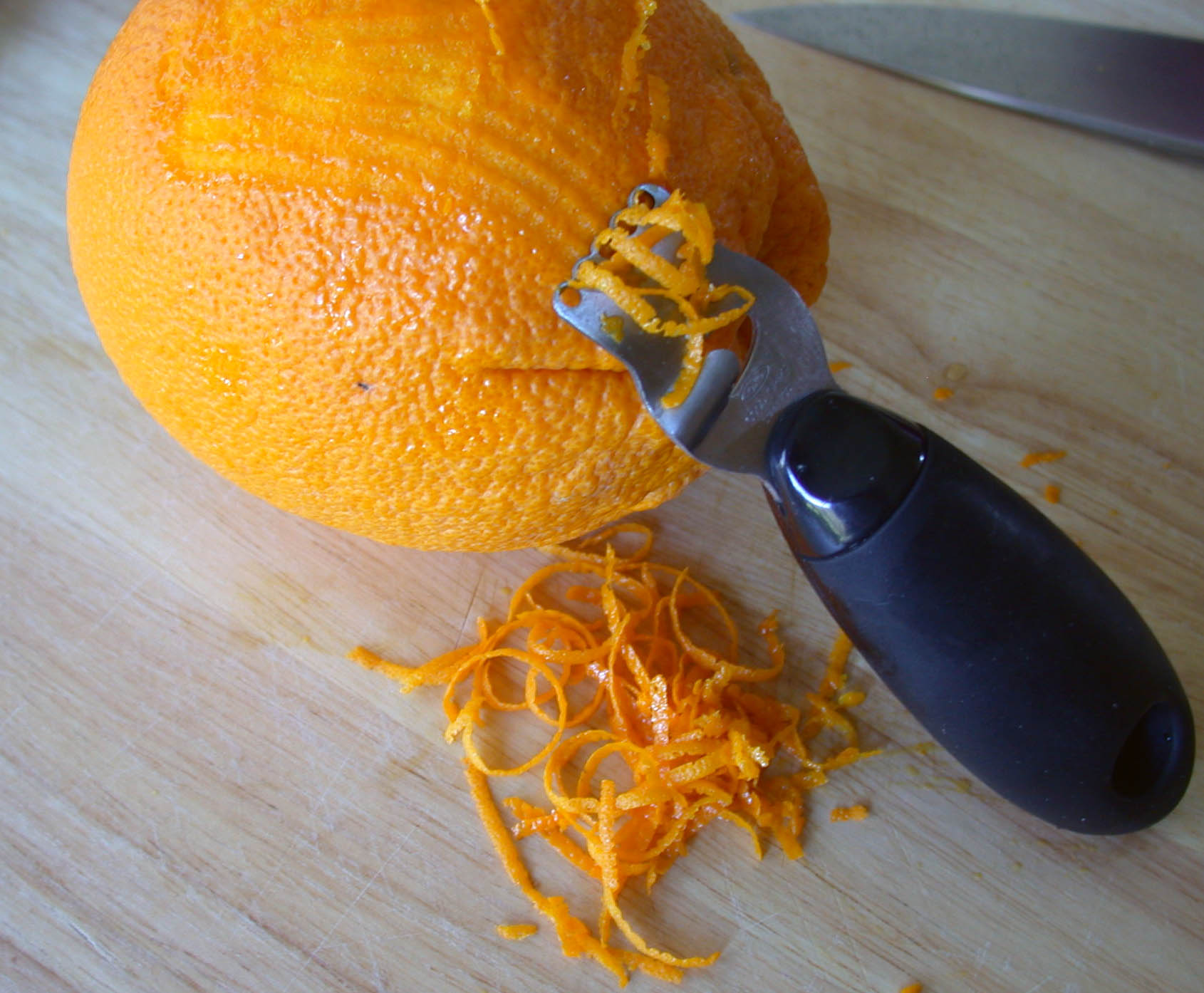
오렌지 제스트

## 같이 보기
- 귤피